# NGC 6698
NGC 6698 ist ein Asterismus im Sternbild Sagittarius. Er wurde am 12. Juli 1784 von Wilhelm Herschel entdeckt.